# Saint-Vincent-sur-l’Isle
Saint-Vincent-sur-l’Isle település Franciaországban, Dordogne megyében. Lakosainak száma 309 fő (2022. január 1.). Saint-Vincent-sur-l’Isle Savignac-les-Églises, Cubjac-Auvézère-Val d'Ans, Bassillac et Auberoche és Sarliac-sur-l’Isle községekkel határos.

## Népesség
A település népessége az elmúlt években az alábbi módon változott:
| Lakosok száma | 155  | 152  | 204  | 236  | 280  | 289  | 306  | 310  | 313  | 309  |
|               | 1968 | 1982 | 1990 | 2006 | 2013 | 2015 | 2017 | 2019 | 2020 | 2022 |